# Jay Park
Park Jaebeom (em coreano: 박재범; nascido em 25 de abril de 1987), mais conhecido como Jay Park (em coreano: 박재범) ou Park Jaebum, é um b-boy, dançarino, rapper, produtor, ex-CEO, modelo e ator coreano-americano. Ele é ex-membro do grupo sul-coreano 2PM, também fazendo parte da equipe de B-boy de Seattle Art of Movement.
Em setembro de 2013, Jay Park, junto com Simon D, fundou sua própria gravadora, chamada AOMG.
Em 2017, Jay Park juntamente com Cha Cha Malone fundadam a H1GHR MUSIC, uma gravadora global de hip-hop.
Em 2021, Jay Park anuncia sua saída da AOMG e H1GHR MUSIC.

## Carreira
Park Jaebeom ficou conhecido pelo público coreano em Fevereiro de 2008 através do reality "Hot-Blooded Men" da Mnet.

### Pré-debut
Jaebum, que é um coreano-americano de 2ª geração criado em Edmonds, Washington, originalmente fez audição nos Estados Unidos para a JYP Entertainment como rapper e b-boy. Park Jin-young assistiu a audição de Jaebeom e o levou para a Coreia, onde ele treinou por quatro anos para melhorar seu canto e coreano, inicialmente para debutar como artista solo.[carece de fontes?]

### 2008: Debut e Sucesso
Jaebumm primeiramente apareceu através do 'HotBlood' da Mnet, um programa que mostrou um treinamento físico intenso que 13 garotos trainees tiveram que passar pela oportunidade de debutar em um grupo de baladas com quatro membros 2AM ou um grupo de dança de 7 membros 2PM pela JYP Entertainment. Após passar pelas eliminações, Jaebeom recebeu a posição de líder do 2PM e debutou com a música "10점 만점에 10점" ("10 Points out of 10 Points") no dia 4 de Setembro de 2008. No entanto, só após as promoções de "Again & Again", segundo miniálbum do 2PM, que o grupo conseguiu grande popularidade, ganhando o seu primeiro prêmio de Mutizen no M! Countdown no dia 9 de maio de 2009, bem como o seu segundo prêmio no Inkigayo da SBS na mesma semana.[carece de fontes?]
Jaebum fez um rap de composição própria durante a performance do 2PM em conjunto do 2AM para a sua música "친구의 고백" ("A Friend's Confession") no dia 16 de Maio de 2009, assim como fazendo o rapping para "Lost" com Taecyeon para o Goodbye Stage do 2AM no dia seguinte no Inkigayo. Além das atividades musicais do 2PM, Jaebum fez uma participação no "正" ("Jeong") com Yeeun das Wonder Girls para o Han Sung Byul Gok OST, e "To Luv..." faixa do V.O.S. Ele também participou de uma performance especial com Navi no "마음이 다쳐서" ("Heart Damage") no dia 3 de Maio de 2009, e na música "1초에 한방울" ("One Drop per Second") do K.Will no dia 20 de Junho, 2009.
Com sua imagem brincalhona e popular, Jaebum fez parte do elenco regular em vários programas de variedade incluindo Star King e Introducing Star's Friend. Em Agosto de 2009, ele e Nicole membro do grupo KARA se tornaram os novos MC's para um programa Nodaji, substituindo Choi Min Yong e Kim Tae Hyun.

### Setembro de 2009: Controvérsia do MySpace
No dia 4 de Setembro de 2009, artigos surgiram na internet a respeito dos postes antipatriotas do Jaebeom de 2005 em sua conta pessoal do Myspace, no qual ele expressou o seu desagrado por sua vida na Coreia quando ainda era um trainee. Isso causou uma explosão de raiva dos internautas, incluindo pedidos para que ele saísse do país bem como petições de suicídio que tiveram 3000 assinaturas antes de serem fechada.[carece de fontes?] Jaebeom enviou um pedido de desculpas sobre esse assunto. Embora os manifestos indignados exigiam que Jaebeom deveria perder sua posição como membro do 2PM, o CEO da JYPE, Park Jin-young declarou no dia 7 de Setembro que ele iria continuar fazendo parte do grupo. No dia seguinte, Jaebeom anunciu em seu fancafe official que ele estava saindo do grupo e retornando para os Estados Unidos, com planos de voltar para a escola e melhorar seu entendimento de música. Ele também se desculpou com os outros membros do 2PM por não ter sido um bom líder e irmão mais velho para o grupo.  Park Jin-young confirmou que o 2PM iria continuar como um grupo de 6 membros. Adicionalmente, devido ao assunto sensível da saída de Jaebeom, todos os membros do 2PM foram retirados de suas aparições regulars nos programas de variedades, e o episódio final de seu reality show "Wild Bunny" foi adiado indefinitivamente. Forçados a continuarem com as preparações, os 6 membros refilmaram o seu clipe para "Heartbeat" sem Jaebeom no dia 31 de Outubro de 2009. Durante a conferência de imprensa foi revelado que os vocais de Jaebeom não iriam ser removidos das músicas anteriores que ele promoveu com o 2PM, mas ele iria estar completamente ausente nas novas músicas.

### Após a retirada de Jaebeom
O primeiro álbum do 2PM foi intitulado "1:59PM", no qual os membros declararam em uma entrevista que isso seria para representar a ausência de Jaebeom. Através do discurso da aceitação para "Again & Again" em uma premiação de final de ano, os membros fizeram um agradecimento especial ao Jaebeom, dando ênfase aos seus desejos pelo retorno de seu líder no M.net Asian Music Awards, o grupo prestou uma homenagem ao Jaebeom durante sua performance de "Again & Again" com um show de luzes na posição onde Jaebeom costumava a dançar e sua parte na música foi deixada.
Em um apoio adicional ao lugar de Jaebeom no grupo, os seis membros do 2PM também decidiram distribuir os lucros do 1º álbum com ele, enviando para o Jaebeom um valor dividido igualmente dos lucros.
Em Dezembro de 2009, houve conversas sobre o possível reality show para Jaebeom em um formato similar ao "IVY BACK" Ivy se a decisão pelo seu retorno fosse confirmada. Informações sobre uma coletiva de imprensa planejada para 24 de Janeiro de 2010 sobre a situação de Jaebeom foi vazada para a imprensa, mas foi negada pela JYP Entertainment.

### Movimento dos Fãs
Após o retorno de Jaebeom aos Estados Unidos, fãs chocados mudaram suas perspectivas sobre o assunto quando eles descobriram que as mensagens de Jaebeom no MySpace foram mal traduzidas e tiradas fora do contexto. Muitos protestos e projetos foram imediatamente colocados em ação, com o destino de informar a JYP Entertainment e o público geral sobre o enorme apoio pelo retorno de Jaebeom ao 2PM.
Boicotes nos produtos que o 2PM fazia propaganda e protestos pelo retorno de Jaebeom ao grupo começaram a tomar lugar, não somente nacionalmente na Coreia do Sul mas internacionalmente. Vários fóruns e fancafes do mundo todo criaram, organizaram, realizaram e depois publicaram protestos silenciosos e flash mobs com as músicas do 2PM.[carece de fontes?] Fãs internacionais também arranjaram dinheiro para o projeto Jay Sky Banner, um banner aéreo que iria cruzar o céu de Seattle às 2:00PM com a mensagem "J, WHAT TIME IS IT NOW?". A Tv local de Seattle,KOMO News, fez uma breve transmissão sobre o evento.
Várias comunidades de fãs do 2PM também contribuíram para várias instituições de caridade em nome do Jaebeom. Um grande fã club coreano Underground doou um total de $10,000 USD para uma fundação de crianças no Haiti em nome de "Pessoas Esperando pelo Leadja do 2PM Park Jaebeom". Sites de fãs internacionais também organizaram campanhas de caridade com comunidades americanas baseadas no 2AM e 2PM doando $1,000 USD para enviar livros para adotados na Coreia. Em Maio de 2010, foi reportado que o Underground teria em torno de $64,000 através de 10 diferentes instituições de adoção e fundação de crianças.
Em vários momentos, Jaebeom foi o número um no trending topic do Twitter, até mesmo ultrapassando o Oscar no dia 8 de Março de 2010. A base de fãs de Jaebeom revelou que eles planejavam lançar um álbum produzido por eles mesmos em honra de Jaebeom no dia 27 de Março de 2010, "comemorando" os 100 dias desde sua saída da Coreia. No entanto, pelo fato do álbum ter sido preparado desde Janeiro, durante o momento onde a opinião pública sobre o 2PM tinha mudado, os fãs decidiram que seria melhor não lançar os CDs, ao invés eles enviaram 10 a 20 copias para a cidade natal de Jaebeom em Seattle. issai

### Fevereiro de 2010: Oficialização do Término do Contrato
No dia 25 de Fevereiro de 2010, dois dias antes de uma conferência com os fãs do 2PM, JYP Entertainment anunciou em seu site oficial que o contrato de Jaebeom foi permanentemente terminado, declarando que em Dezembro o Jaebeom confessou um erro ainda pior do que o incidente do MySpace durante as promoções de "Again & Again" que consequentemente levou a suspensão imediata de seu retorno ao 2PM. O anúncio também revelou que os 6 membros restantes do 2PM tinham concordado unanimemente com o término no começo de Janeiro. O público reagiu com choque, raiva e descrença. Um dos motivos para a reação foi o posicionamento do “erro” de Jaebeom, nenhuma explicação foi dada exceto que foi um erro grande o suficiente para banir ele do grupo e para não ser mencionado, um erro moral mas não criminal. O público também estava com raiva porque o anúncio foi feito há quase dois meses após a decisão, um momento no qual os fãs eram continuamente tranquilizados sobre o lugar de Jaebeom no 2PM.
Muitos expressaram ódio intenso e decepção com os restantes dos membros, condenando suas ações como uma traição ao Jaebeom, a base de fãs e a imagem de irmandade do 2PM. A maioria da repercussão atingiu dois membros em particular, Ok Taecyeon e Jang Wooyoung, ambos tinham recentemente voltado para os programas de variedade após uma longa ausência; fãs com veemência exigiam que ambos saíssem de seus respectivos programas.
A conferência foi realizada no Garden Five em Seoul, Moonjung-dong no dia 27 de Fevereiro de 2010 com os seis membros do 2PM e Jung Wook, CEO da JYPE, presentes para responder diretamente perguntas de 87 representantes das maiores comunidades de fãs do 2PM. Não foi permitido câmeras e reporters no salão da conferência (embora o audio foi gravado e mais tarde vazado na internet), onde o encontro durou 4 horas. Esclarecimentos foram feitos sobre a saída de Jaebeom e que as atividades futures do 2PM como seis membros não afetadas. No entanto, o conteúdo do suposto erro de Jaebeom não foi revelado, resultando em uma resposta severamente negativa de todos os fãs bem como um antagonismo imenso para os membros  (exceto Nichkhun) pelas suas respostas a respeito de Jaebeom.

### Reaparição através do Youtube
Em Novembro de 2009, vários vídeos de Jaebeom em batalhas de b-boy começaram a aparecer no Youtube, se espalhando rapidamente através dos sites A maioria dos vídeos foi gravada por espectadores dos eventos sem sequer focarem no Jaebeom. No entanto, no dia 18 de Fevereiro, Jaebeom participou de uma batalha pela primeira vez no “Wild ‘N Out” realizado pela Hip Hop Student Association (HHSA) na University of Washington, mas ele estava com um mosaico escondendo seu rosto. No dia 6 de Março de 2010, Jay Park e a equipe Art of Movement participaram do evento de caridade "Breakin' 4 Haiti", com o rendimento destinado para as vitimas do terremoto no Haiti.
No dia 15 de Março de 2010, Jay ressurgiu para o mundo da mídia através de seu próprio canal no Youtube, "jayparkaom". Ele postou um vídeo onde ele cantou a música "Nothin' On You" com o seu próprio rap e letra. Após os fãs serem avisados através da página official da Art of Movement no Facebook, o vídeo foi viral e atingiu mais de 1,500,000 visualizações em menos de 24 horas. A música original de B.o.B e Bruno Mars ficou em 1º lugar como música de plano de fundo no Cyworld em poucas horas após o Jaebeom ter postado o vídeo, inesperadamente ultrapassando "Run Devil Run" do Girls' Generation que foi lançada no dia seguinte. "Nothin' on You" também atingiu o 1º lugar em vários sites como DosiRock, Melon, MNET, Bugs e SoriBada, lucrando $300,000 em vendas através do efeito do vídeo de Park Jaebeom. Em seu “Sobre Mim” de seu canal no Youtube, Park Jaebeom deixou uma mensagem agradecendo os fãs pelo apoio. Ele também expressou bons sentimentos para o seu ex-grupo 2PM.
No dia 18 de Março, um canal online de entretenimento americano "stirfrytv.com" fez uma breve reportagem sobre o vídeo de Park Jaebeom durante o seu seguimento de "But, What Do I Know?", atraindo muita atenção dos espectadores internacionais. No dia  19 de Março, Digital Media Wire publicou um artigo dando ênfase ao potencial de Park Jaebeom de atingir o Mercado de entretenimento Americano.

### Atividades americanas
No dia 29 de Março de 2010, Rutgers Korean Student Association anunciou em seu site que Park Jaebeom e seus companheiros da Art of Movement: Dialtone, ChaCha e Junior iriam aparecer como convidados especiais no evento anual Coreano Americano chamado Project Korea III: KSA Cinderella Story na Rutgers University em New Jersey no dia 13 de Abril de 2010. Poucas horas após o término do festival, enumeros vídeos do evento foram postados na internet, onde sequencias de Park Jaebeom como o MC principal dançando "Single Ladies (Put a Ring on It)" da Beyoncé no palco chamou muito interesse positivo.
No dia 14 de Abril, um associado envolvido na produção do filme de dança Americano Hype Nation confirmou que Park Jabeom estava no elenco como personagem principal. As filmagens foram programas para começarem em Junho de 2010, com mais de 70% das cenas sendo filmadas na Coreia do Sul. Foi dito que Park Jabeom também vai contribuir com a trilha sonora do filme.
No dia 20 de Abril, foi anunciado no allhiphop.com que Park Jabeom estava gravando com o produtor Teddy Riley e tinha completado as músicas com Snoop Dogg e T-Pain. Isso depois foi confirmado ser o álbum solo de Park Jaebeom No mesmo dia por meio de uma notificação através do Twitter official do Defense Productions, também foi anunciado que Park Jaebeom iria participar de um concerto apresentado pela Defense Productions & Epidemic que seria realizado no dia 30 de Maio de 2010, onde Park Jaebeom iria performar juntamente com a Art of Movement, Kero One, MYK e Dok2 do Mapthesoul.com e Dumbfoundead. Patrocinado pelo  Allkpop, esse concerto marcou a segunda maior aparição de público para ver Park Jaebeom.
No dia 24 de Abril, Dumbfoundead lançou uma faixa de colaboração com Park Jaebeom e Clara Chung em seu site, intitulada "Clouds". No mesmo dia, stirfrytv postou um vídeo com Park Jaebeom no "Youtube Spotlight", onde ele deu sua primeira entrevista desde a controversia do MySpace. No vídeo, ele também confirma seu papel em Hype Nation e agradece ao seus fãs pelo apoio.
Foi revelado que Park Jaebeom iria retornar para a Coreia através do Aeroporto Internacional de Incheon com a equipe de Hype Nation, Art of Movement e seus parentes entre 31 de Maio e 1º de Junho de 2010. Também estavam se preparando para uma conferência de imprensa pelo involvimento de Park Jaebeom no filme e um fanmeeting.
Park Jaebeom também vai lancer o seu primeiro single intitulado "Demon", produzido por Teddy Riley e originalmente destinado para Michael Jackson no dia 10 de Julho de 2010, assim como cantando as 4 músicas para a trilha sonora oficial Hype Nation. Também foi confirmada a participação de Park Jaebeom na turnê mundial de Hype Nation com B2K que vai começar em Dezembro, passando por 10 cidades americanas e maiores cidades da Ásia.
No dia 22 de Maio de 2010, Park Jaebeom fez parte do evento de hiphop  CLAWS OUT como jurado em Seattle, enquanto seu companheiro da Art of Movement, Junior, competia.
No dia 29 de Maio de 2010, o advogado de entretenimento de Los Angeles, Ned Sherman, e também fundador e CEO da Digital Media Wire, Inc., anunciou que ele seria o representante legal de Park Jaebeom aka Jay Park e também declarou que vários projetos para Park Jaebeom estavam programados.
No dia 30 de Maio de 2010, Park Jaebeom apareceu juntamente com Kero One, Dumbfoundead, MYK e DOK2 num show em Seatlle juntamente com os membros da AOM.
No início de Agosto de 2010, o dançarino de Houston Andrew Baterina (SoReal Cru), Jackie Lautchang (SoReal Cru), Jheru Alba (Wyld Styl), David Weaver e Dee Terry ajudaram Jay Park como dançarinos em seu vídeo clip de "Demon". O clipe teve uma prêvia lançada no fanmeeting intitulado "Turnê de fanmeetings de Jaebum 2010, Seul", no dia 28 de agosto de 2010.

### Retorno para a Coreia e Atividades Atuais
Embora inicialmente tenha sido programado o retorno para a Coreia do Sul no dia 11 de Junho para filmar o Hype Nation, a chegada de Park Jaebeom foi repetidamente adiada, e remarcada para o dia 18 de Junho. O produtor de Hype Nation, Jason Lee, falou que o adiamento ocorreu devido ao J Venture Capital ter feito um investimento, permitando que o filme fosse produzido em 3-D, e a equipe visual iria chegar em 10 de Junho a fim de se preparem primeiro.
No dia 15 de Junho de 2010, Park Jaebeom lançou um dueto de  "Nothin' on You" com B.o.B, onde ele faz os vocais do Bruno Mars. Warner Music Korea explicou que a colaboração de Park Jaebeom foi possível pela agência de distribuição da música, Warner Music America, bem como o cover de Park Jabeom no Youtube contribuiu muito para o sucesso da música na Coreia com mais de  4.6 milhões hits A versão cover imediatamente assumiu o 1º lugar na parada musical do Cyworld horas após o lançamento. A música recebeu o prêmio de Melhor Artista Internacional em Junho de 2010 no Cy Digital Music Awards.
No dia 18 de Junho de 2010, Park Jaebeom chegou ao aeroporto internacional de Incheon na Coreia. "JayIsBack" assumiu a 8ª posição nos trending topics do Twitter no dia 18 de Junho às  9:30 da manhã GMT. Fotos de Park Jaebeom no Hype Nation foram lançadas no dia 2 de Julho, e Park Jaebeom foi capaz de se encontrar com a mídia coreana para entrevistas pela primeira vez, falando sobre suas atividades recentes. Também foi revelado que seu single "Demon" seria incluído na trilha sonora de Hype Nation.
No dia 6 de Julho de 2010, Park Jaebeom terminou a colaboração em uma música de um famoso compositor coreano para um grupo Novato feminino que está se preparando para debutar e também está recebando ligações para uma aparição em um Drama. Além da realização de vários fanmeetings para os seus fãs coreanos a partir do dia 3 de Agosto de 2010 em Seoul, ele também está confirmado para realizar 8 fanmeetings na Ásia em Taipei, Shanghai, Hong Kong, Tailandia, Filipinas, Malasia e Singapura durante o mês de Setembro. 12 dos fanmeetings foram reportados dizendo que os ingressos se esgotaram em um dia..
No dia 8 de Julho de 2010, foi dito que Park Jaebeom iria assinar contrato com a SidusHQ para as suas atividades na Coreia em termos de atuação e canto, onde seus empresários declararam que ele planeja re-debutar como um artista novato. Também foi revelado que Jung Hoontak, Presidente da Sidus HQ, está envolvido nas atividades de Park Jaebeom desde Maio quando Park Jaebeom viajou para Taiwan para filmar o vídeo clipe. O contrato com a SidusHQ foi assinado no dia 16 de Julho de 2010.
Além de ter participado em "Nothin' on You", Park Jaebeom também lançou um mini álbum "믿.어.줄.래" ("Will You Believe Me") contendo 3 músicas, incluindo a nova versão de "Nothin' on You". O renovado compositor Park Geuntae também fez parte da produção, revelando que a música teve uma nova melodia adicionada e estilo para se encaixar nas características de Park Jaebeom. A letra em Inglês foi escrita pelo próprio Park Jaebeom. Após o mini álbum ter sido lançado no dia 13 de Julho, imediatamente atingiu o 1º lugar em vendas de álbum com mais de 40,000 pedidos, ultrapassando o 1º álbum oficial de Taeyang e Seo Taiji. A música imediatamente assumiu o 1º lugar na parada musical do Cyworld e 2º em outros sites como o Monkey3, Soribada e Melon com algumas horas de lançamento. No youtube, Park Jaebeom também postou um pequeno videoclipe para a música no mesmo dia. O álbum vendeu 21,989 de copias no primeiro dia, assumindo o 1° lugar em vendas e 7º lugar no ranking global de álbuns lançados em torno de Janeiro de 2010 e 13 de Julho de 2010 e em duas semanas o álbum vendeu mais de $700,000 de copias. Com mais de 50,000 copias vendidas em apenas uma semana, Jay Park ganhou mais de 700 milhões em won pelo seu álbum (500 milhões de copias vendidas e 200 milhões do lançamento digital) o que colocou ele na 3ª posição do ranking mundial de álbuns lançados até o final de Julho de 2010.
Sidus HQ postou em seu site oficial dizendo que além do filme americano de dança, Hype Nation 3D, Jay Park também iria fazer parte do elenco do próximo filme coreano titulado "Happy together" com um papel principal. O filme vai estar nos cimenas no verão de 2011. Ironicamente, o filme conta a história de um grupo que é forçado a substituir seu vocalista por um membro de uma banda indie.
Devido ao apoio interminavel e grandes pedidos na espera de que Jay Park faça seu retorno como um artista, Jay finalmente anunciou através de seu twitter, (@JAYBUMAOM), que ele faria seu retorno oficial como artista solo na indústria coreana, após finalizar seu mini álbum coreano. O álbum é dito para ser lançado em abril de 2011 e foi confirmado que as músicas do álbum estão sendo escritas pelo Jay. O público também mostra ótima resposta e seus fãs expressaram seu grande entusiasmo por seu retorno como artista. Foi dito que muitas estações de músicas na Coreia estão mostrando um grande interesse em ter Jay Park em seus programas musicais, já que eles acreditam que Jay irá fazer, mais uma vez, história na Coreia.
No dia 6 de Janeiro de 2011, Jay Park foi anunciado como vencedor da categoria de "Melhor Video da Web" na prestigiada premiação Mashable, que foi realizada em Las Vegas. A música "Nothing on you" que foi postada por Jay em seu canal do Youtube "JayParkAOM" foi escolhida por milhões de pessoas como o melhor vídeo da web em todo o mundo. Ao ganhar o prêmio, Jay mais uma vez provou sua populariedade como uma das mais influentes celebridades asiaticas no mundo. Ele também foi nomeado na categoria de "Personalidade Mais Seguida" na mesma premiação e terminou em segunda lugar.
Park Jaeboem foi escolhido pelo MusiqSoulChild e Ne-Yo como convidado especial em seus shows em Seoul, Coreia. Park Jaeboem apresentou um dueto com MusiqSoulChild com a música "Love" na mesma apresentação e também esteve com Ne-Yo em um evento de caridade antes de se apresentar antes do show de Ne-Yo.
No dia 28 de Março de 2011, Park Jaeboem foi finalista e recebeu a maioria dos votos na categoria especial de premiação "Connecting People", uma união entre a Shorty Awards e a Nokia pela contribuição de Park Jaeboem em conectar comunicades ao redor do mundo e em encorajar as pessoas a fazer boas ações, caridades e mais. Park Jaeboem foi finalista na categoria celebridade no mesmo evento.
Park Jaeboem lançou seu primeiro miniálbum coreano intitulado "Take A Deeper Look" no dia 27 de Abril de 2011, com a música título "Abandoned". Esse mini álbum contém 7 músicas onde 6 das 7 músicas foram escritas e co-produzidas por Park Jaeboem. Sua primeira apresentação de "Abandoned" foi em 30 de Abril de 2011 no 9º Festival de Música Coreana em Los Angeles. O álbum recebeu uma resposta explosiva do público, 50.000 cópias foram vendidas em apenas 5 dias. Foi noticiado que o álbum já vendeu mais de 71.000 cópias em menus de 2 semanas e que o álbum ficou em 2º lugar na parada Hanteo. A indústria musical previu que o álbum irá assumir o 1º lugar a qualquer momento. Além disso, Park Jaeboem está subindo de posição na parada Top 10 R&B/Soul do iTunes. Park Jaeboem também fez seu debut como artista solo nos programas musicais, Music Bank no dia 7 de Maio de 2011 pela primeira vez em 2 anos, e fez história como o primeiro artista coroado ganhador em seu debut stage. Ele ganhou Music Bank novamente no dia 13 de Maio de 2011, batendo cantores e grupos como f(x), SISTAR e veteranos na indústria musical coreana.

### Saída da AOMG e H1GHR MUSIC
No dia 31 de Dezembro de 2021, Park Jaeboem anunciou sua saída como CEO de ambas suas empresas, através do Twitter. 
"Após muito pensar e tomar tempo organizando minhas emoções, decidi deixar o posto de CEO da AOMG e da H1GHR MUSIC. Sei que isto deve ser chocante para muitas pessoas, mas permanecerei como conselheiro de ambos selos e continuaremos sendo uma família e um crew.
Gostaria de agradecer todos os fãs que confiaram em mim e nas minhas empreitadas. Espero que vocês continuem apoiando a AOMG, a H1GHR MUSIC e tudo que fazemos por muitos anos.
Para todos os artistas e funcionários da AOMG e H1GHR MUSIC, gostaria de agradecer sinceramente por confiarem seus futuros e esses dois selos que fundei e é uma honra fazer isso junto e continuar fazendo história lado a lado.
Não subestimo nada por um segundo e isto sempre estará próximo e precioso para meu coração. Não sou perfeito, mas sempre tentei meu melhor e continuarei tentando meu melhor.
Amo todos vocês.
Obrigado e feliz ano novo."
Este último é comandado em parceria com Chase “Cha Cha” Malone, seu amigo há anos. Apesar do foco em hip hop, os selos também têm em seus quadros de artistas renomados produtores e DJs.

## Discografia
Extended Plays
| Digital Single                                                                               | Tracklisting |
| -------------------------------------------------------------------------------------------- | --- |
| 믿어줄래 (Count on Me) - Data de lançamento: 13. Julho de 2010 - Gaon Chart Peak Position: 1 | 1. 믿어줄래 (Nothin' on You) Korean Ver. 2. Count on Me (Nothin' on You) English Ver. 3. 믿어줄래 (Nothin' on You) – Subman & KYU Remix |

| Digital Single                                    | Tracklisting                                        |
| ------------------------------------------------- | --------------------------------------------------- |
| Bestie - Data de lançamento: 04. Setembro de 2009 | 1. Bestie 2. Bestie (Korean Ver.) 3. Bestie (Remix) |

| Extended Play                                              | Tracklisting |
| ---------------------------------------------------------- | --- |
| Take a Deeper Look - Data de lançamento: 27. Abril de 2011 | 1. Touch the Sky (feat. The Quiett) 2. Abandoned (feat. Dok2) 3. 오늘밤 (Tonight) (feat. Kang Min Kyung of Davichi) 4. 너 없이 안돼 (I Can't Be Without You) 5. Don't Let Go 6. Level 1000 (feat. Dok2) 7. Bestie |

Singles
| Ano  | Title                  | Peak positions | Álbum              |
| Ano  | Title                  | KOR            | Álbum              |
| ---- | ---------------------- | -------------- | ------------------ |
| 2010 | "Demon"(Promo Single)  | —              | —                  |
| 2011 | "Abandoned" (com Dok2) | 6              | Take A Deeper Look |

Outras músicas listadas
| Ano  | Title                                               | Peak positions | Álbum                   |
| Ano  | Title                                               | KOR            | Álbum                   |
| ---- | --------------------------------------------------- | -------------- | ----------------------- |
| 2010 | "믿어줄래 (Full Melody Korean Version)"             | 2              | 믿어줄래 (Count On Me)  |
| 2010 | "Count On Me (Full Melody English Version)"         | 33             | 믿어줄래 (Count On Me)  |
| 2010 | "베스티 (Bestie)"                                   | 21             | Bestie (Digital Single) |
| 2010 | "베스티 (Bestie) (Remix)"                           | 73             | Bestie (Digital Single) |
| 2010 | "스피치리스 (Speechless)"(featuring Cha Cha Malone) | 74             | -                       |

### Premiações & Conquistas
2010
- Busca de artista solo mais popular masculino em 2010 no Naver[102]
- Melhor vídeo na internet em 2010 - 2010 Mashable Awards[103][104]

2011
- 1º lugar no Music Bank em 2011 (6 de Maio de 2011)
- 1º lugar no Music Bank em 2011(13 de Maio de 2011)